# Język mbama
Język mbama – język z rodziny bantu, używany w Kongu. W 1971 roku liczba mówiących wynosiła ok. 12 tysięcy.